# Эликон-2
Элико́н-2 — компактный малоформатный шкальный фотоаппарат бесфутлярной конструкции, автомат с приоритетом диафрагмы.
Производился объединением БелОМО с 1990 года.
«Эликон-2» — шкальная модификация дальномерного фотоаппарата «Эликон» с объективом «Минар-2» 3,8/35.
В очень малом количестве выпущен дальномерная модификация «Эликон-2».
Выпускался в малом количестве, является объектом коллекционирования. Всего выпущено 393 экземпляра.

## Описание конструкции
Корпус фотоаппарата «Эликон-2» пластмассовый, с откидной задней стенкой. Камера не нуждается в футляре, съёмочный объектив, объектив фоторезистора и объектив видоискателя при переноске закрыты сдвижной пластмассовой крышкой. В транспортном положении электронная схема обесточена. Фотоаппарат снабжён темляком.

## Технические характеристики
- Применяемый фотоматериал — 35-мм перфорированная фотоплёнка типа 135 в стандартных кассетах.
- Размер кадра — 24×36 мм.
- Объектив «Минар-2» 3,8/35. Фокусировка по шкале расстояний или символов. Пределы фокусировки от 0.8 м до бесконечности.
- Диафрагмирование объектива от 3,8 до 16. Диафрагма двухлепестковая.
- Совмещённый взвод затвора и перемотки плёнки (головка). Счётчик кадров самосбрасывающийся. Обратная перемотка плёнки типа рулетка. Скрытый замок задней стенки камеры.
- Видоискатель оптический, со подсвеченными рамками для указания границ кадра и компенсации параллакса.
- Затвор с электронным управлением. Диапазон выдержек от 10 — 1/500 сек. Спуск затвора и автоспуск — электронный, со светодиодной индикацией.
- К левой боковой стороне фотоаппарата присоединяется кронштейн, позволяющий устанавливать обычную электронную фотовспышку с центральным синхроконтактом.

## Принцип работы автоматики фотоаппарата
- Источник питания фотоаппарата — два ртутно-цинковых элемента РЦ-53[2]. Комплектовались вкладышем для установки двух меньших по размерам элементов СЦ-32.
- Установка светочувствительности фотоплёнки кольцом, расположенным на передней панели камеры под сдвижной крышкой. Диапазон светочувствительности фотоплёнок от 22 до 350 ед. ГОСТ.
- Фотоаппарат «Эликон-2» — автомат с приоритетом диафрагмы. Экспонометрическое устройство с сернисто-кадмиевым (CdS) фоторезистором. Экспокоррекция возможна только изменением значения светочувствительности фотоплёнки.
- В автоматическом режиме затвор отрабатывает бесступенчато выдержку от 10 сек. до 1/500 сек.
- В поле зрения видоискателя расположены светодиоды контроля экспонометрического устройства. Свечение светодиода зелёного цвета означает, что затвор отрабатывает выдержку более 1/30 сек, желательно «открыть» диафрагму. Свечение светодиода красного цвета означает, что затвор отрабатывает выдержку менее 1/500 сек, необходимо «прикрыть» диафрагму.